# Àlex Poderoso
Àlex Poderoso (Lleida, 1982) és un enginyer informàtic català. Enginyer Tècnic d’Informàtica de Sistemes i Graduat en Multimèdia (UOC). Va arrencar el projecte digital del diari Ara, després d’una llarga trajectòria a TV3 (webmaster, entre d'altres, de Club Super3 o InfoK) i a Sàpiens Publicacions (Sàpiens, Cuina, Descobrir i Time Out Barcelona). Entre 2012 i 2014 va ser cap de Desenvolupament Tecnològic a El Periódico de Catalunya. Posteriorment va ser responsable online corporatiu del Grup RBA. El 2016 va emprendre professionalment pel seu compte l'empresa de consultoria digital Metodian amb Álvaro Martínez. El 2022 va tornar al Grup RBA com a Director Digital (National Geographic, Lecturas, El Mueble, InStyle, Clara, Cuerpomente).